# Baltasar Hubmaier
Baltasar Hubmaier (1485, Friedberg - † 10 de març de 1528, Viena) fou un teòleg anabaptista alemany.

## Estudis
Va assistir a l'Escola Llatina a Augsburg i ingressà a la Universitat de Friburg de Brisgòvia l'1 de maig del 1503. Per manca de fons deixà la universitat per treballar com a mestre a Schaffhausen. Tornà a Friburg el 1507 i s'hi graduà el 1511. El 29 de setembre del 1512 rebé el doctorat en teologia a la Universitat d'Ingolstadt. Ordenat com a sacerdot, fou nomenat predicador i capellà d'aquesta universitat i a més es va convertir en professor, arribant a ser vicerector el 1515.

## Antisemitisme
Va deixar Ingolstadt per assumir la rectoria a la catedral de Ratisbona el 1516. Allà tingué un gran èxit en sumar-se a una campanya contra els jueus que acabà amb la despulla de la sinagoga i la seva conversió en capella, en què assegurà que hi hagué 54 miracles. Això atragué pelegrins i ingressos econòmics a la ciutat, però causà la ira dels dominics, que varen perdre els seus i s'enfrontaren amb les autoritats locals i amb Hubmaier. El 1521 va traslladar-se com a capellà a Waldshut.

## Conversió
El juny del 1522 durant un viatge, a Basilea conegué Erasme de Rotterdam i Heinrich Glarean. Visità altres ciutats suïsses on obtingué diversos escrits de Martí Luter i s'adonà dels progressos de la Reforma Protestant. En tornar a Waldshut es dedicà a estudiar el Nou Testament i modificà radicalment les seves idees. Quan atengué una invitació a predicar a Ratisbona, sorprengué els seus oients amb la seva conversió.

## Reforma
Des del març del 1523 es relacionà amb Huldrych Zwingli i l'octubre d'aquell any va participar en un debat a Zuric, en què manifestà el seu seguiment a la Bíblia i deixà entreveure que no compartia el baptisme infantil. Allà conegué qui després es destacaren com líders de l'anabaptisme, entre ells Conrad Grebel. A Waldshut es dedicà a preparar un programa per a la Reforma a tota la regió, per la qual cosa redactà 18 articles normatius, entre els quals es trobaven la justificació per la fe, l'exigència de fe viva manifestada en l'amor al proper, el baptisme per voluntat pròpia i el rebuig al celibat sacerdotal obligatori. El 1524 contragué matrimoni amb Elizabeth Hügline de Reichenau.
L'emperador Ferran I del Sacre Imperi Romanogermànic i el bisbe de Constança exigiren la destitució de Hubmaier. Tot i que comptava amb el suport total de la població i les autoritats locals, davant l'amenaça d'intervenció de les tropes imperials decidí abandonar Waldshut i refugiar-se a Schaffhausen, on va escriure el pamflet Sobre els heretges i aquells que els cremen, on rebutjà les persecucions religioses de qualsevol mena i proclamà la llibertat de culte i l'obligació dels cristians de no emprar "l'espasa o el foc" per tractar de canviar les creences dels altres.
A Waldshut s'havia organitzat la defensa militar de la ciutat amb el suport massiu dels camperols, la qual cosa va permetre la tornada triomfal de Hubmaier, aclamat pel poble i rebut formalment amb una festa a l'ajuntament.

## Anabaptisme
L'abril del 1525 fou batejat per Wilhem Reublin de Zuric, qui va refugiar-se a Waldshut després de ser desterrat per Zwingli que acabava d'imprimir un pamflet contra l'anabaptisme. Hubmaier redactà una resposta a Zwingli que titulà El baptisme cristià dels creients que es va convertit en expressió clàssica de les tesis anabaptistes. Zwingli respongué amb un altre pamflet on manifestava que els anabaptistes destruirien l'ordre social si se'ls deixava tranquils.
Ferran I derrotà els camperols i el 5 de desembre del 1525 ocupà Waldshut. Hubmaier hagué de fugir, però fou arrestat a Zuric, on s'havia amagat. En un debat públic amb Zwingli se li obligà a retractar-se de les seves tesis sobre el baptisme sota l'amenaça de ser expulsat de la ciutat i deixat a l'arbitri de Ferran I. Amb prou feines es va recuperar d'una malaltia que patia, tornà a rebutjar el baptisme infantil, per això fou empresonat i torturat fins que signà una retractació. Sortí de la ciutat cap a Moràvia i es refugià a Nikolsburg.
A Nikolsburg, el 1526, trobà molts seguidors. Batejà més de sis mil persones, entre elles els barons de Lichtenstein. L'impressor Froschauer, que també havia fugit a Zuric, publicà allà 17 escrits de Hubmaier, entre ells De l'amonestació fraterna i Diàleg entre Baltasar Hubmaier de Friedberg i el mestre Huldrych Zwingli de Zuric, sobre el baptisme infantil. Polemitzà amb altres anabaptistes, com Hans Hut contra les seves tesis escrigué Sobre l'espasa, en què rebutja la idea d'una guerra santa per establir el regne de Déu. Tampoc no acceptà les tesis de Jacob Wiedemann i dels seus seguidors, qui considerava obligatòria per als cristians la comunitat de béns.

## Martiri
Obligats per un edicte el 28 d'agost del 1527 de Ferran I els nobles de Lichtenstein lliuraren Hubmaier i la seva dona a Viena, des d'on fou portat pres al Castell de Gratzenstain, a la vora del Danubi. Fou assistit en el procés judicial pel seu amic John Faber, vicari del bisbe de Constança, qui l'ajudà a escriure una carta a Ferran I en la qual tractava de conciliar amb part del dogma catòlic, però mantingué els seus punts de vista sobre el baptisme, l'eucaristia i la seva negació de l'existència del purgatori.
A partir del 3 de març del 1528 fou enviat a Viena i novament torturat per obligar-lo a una retractació plena, però aquest cop més experimentat, mantingué una enteresa total fins al 10 de març, dia en què fou executat a la foguera, juntament amb la seva dona. Des del 1619 les seves obres foren incloses en l'Index Librorum Prohibitorum.